# كيوكيرا آيشو
كيوكيرا آيشو (بالإنجليزية: Kyocera Echo)‏ هو هاتف ذكي يعمل بنظام أندرويد، تم طرحه في الأسواق في 17 أبريل 2011.

## الخصائص
- نظام التشغيل: أندرويد
- الكاميرا الخلفية: 5 ميجابكسل
- الشاشة: 800 × 480
- الوزن: 193 غ (6.8 أونصة)
- المعالج: 1 جيجا هرتز
- الذاكرة: 8 جيجابايت